# 洪熙帝

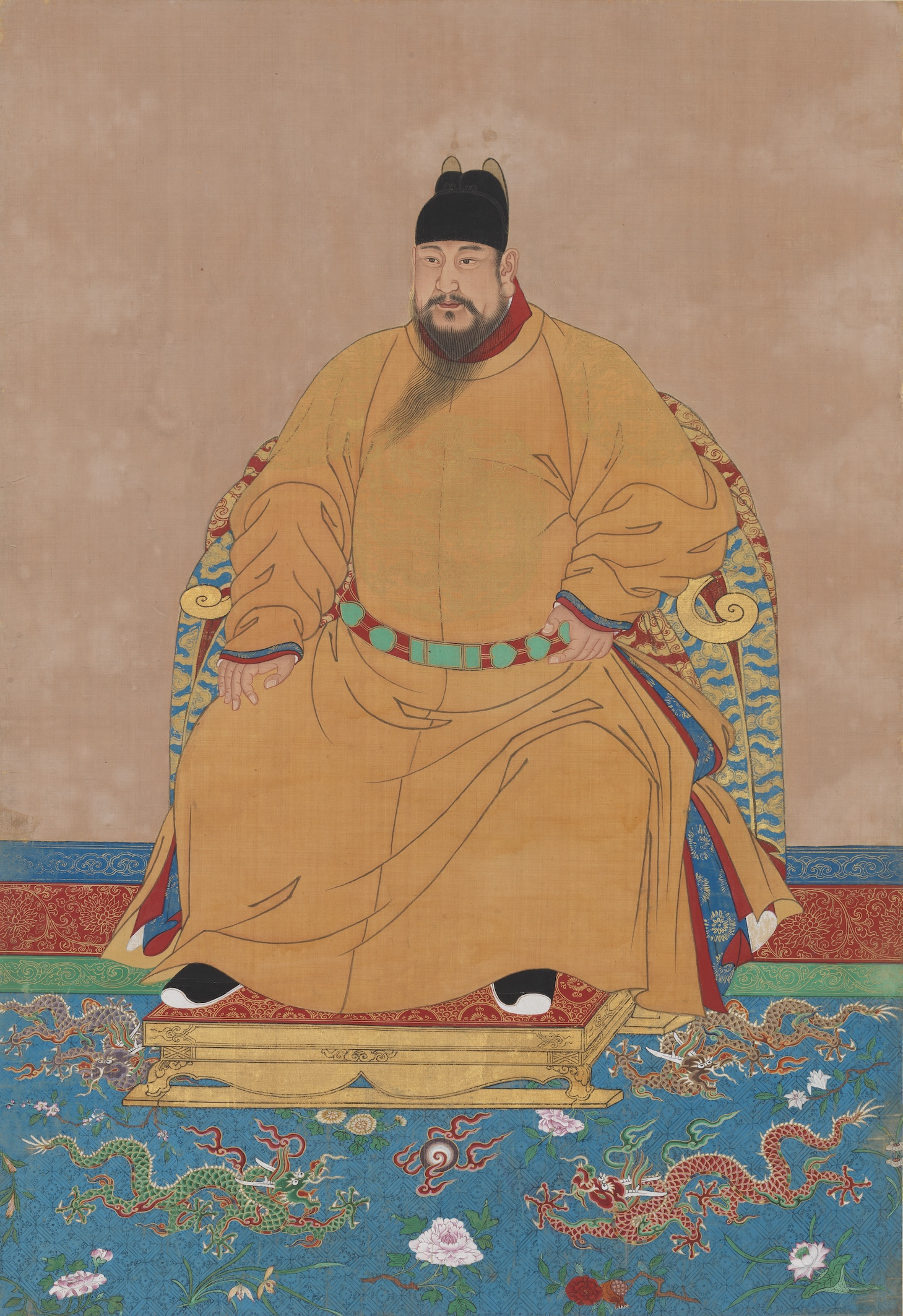
仁宗朝服図

洪熙帝（こうきてい）は、明の第4代皇帝。諱は高熾（こうし）。廟号は仁宗。諡号は略して昭皇帝。
日本ではその在位中の元号から一般的に洪熙帝と称される。

## 生涯
燕王時代の永楽帝の嫡長子として生まれ、父の即位後に皇太子となる。幼少より病弱であり、また成人すると極端な肥満体型となり、自ら歩くことも困難だったと伝えられる。また、弟である漢王朱高煦も自らが父の後継者になることを望んでいた。永楽帝は病弱なことを理由に朱高熾の廃太子も検討したが、朱高熾の息子である朱贍基が英明であったことにより、廃立は実施されなかった。永楽帝は在位中にたびたび親征を行ったため、京城を留守にすることが多く、朱高熾は監国として永楽帝の代理を務めた。しかし、皇太子に仕える近臣が漢王の一派によって讒言され、後に名臣「三楊」の一人として知られる楊士奇なども投獄された。
永楽22年（1424年）、永楽帝の崩御にともない朱高熾が皇帝に即位する。洪熙帝は、まず永楽帝に諫言して投獄された元戸部尚書夏原吉らを釈放し、次に靖難の変の際に建文帝の臣下であり、永楽帝即位後に奴隷や官妓とされた家族たちを赦免し、没収されていた彼らの財産を返還した。また、恣意的な法律の適用を防止するために宮刑を禁止している。
永楽帝の度重なる外征によって国庫が圧迫される状況を、監国として批判的な立場で見ていた洪熙帝は、即位後は一切の外征を行わず、また北京を都城としていることが北方民族の動向に影響を受けやすいと考え、南京還都を計画している。しかし、この遷都（還都）計画は洪熙帝の崩御により実現しなかった。
洪熙帝の治世はわずか1年であるが、その治世は恤民を主眼にした仁政であったと記録されている。永楽年間も監国として長期間にわたって内政実務を担当し、過度な膨張政策と恐怖政治を緩和し、民力の休養と国富の増大に努めた。『明史』には、洪熙帝が長寿であったならばその治世は文景の治同様のものになっただろうと記述されている。後世の史家は、この仁宗洪熙帝と宣宗宣徳帝の治世を仁宣の治と総称し、明の最盛期であったと評価している。

## 宗室

### 后妃
- 誠孝恭粛明徳弘仁順天啓聖昭皇后張氏
- 貴妃郭氏 - 郭英の孫娘。殉葬。
- 賢妃李氏
- 順妃譚氏 - 殉葬。
- 順妃張氏 - 皇子時代の側室。皇妃を追号された。
- 麗妃王氏 - 淑妃王氏の姉妹[5]。殉葬。
- 麗妃李氏 - 皇子時代の側室。皇妃を追号された。
- 恵妃趙氏
- 充妃黄金娣[6] - 殉葬。
- 淑妃王氏 - 殉葬。
- 敬妃張氏 - 張玉の孫娘。

洪熙帝が崩御した時、5人の妃嬪が殉死した（殉死させた）。

### 男子
1. 宣徳帝 朱瞻基 - 母は誠孝皇后張氏
2. 鄭靖王 朱瞻埈 - 母は賢妃李氏
3. 越靖王 朱瞻墉 - 母は誠孝皇后張氏
4. 蘄献王 朱瞻垠 - 母は賢妃李氏
5. 襄憲王 朱瞻墡 - 母は誠孝皇后張氏
6. 荊憲王 朱瞻堈 - 母は順妃張氏
7. 淮靖王 朱瞻墺 - 母は賢妃李氏
8. 滕懐王 朱瞻塏 - 母は貴妃郭氏
9. 梁荘王 朱瞻垍 - 母は貴妃郭氏
10. 衛恭王 朱瞻埏 - 母は貴妃郭氏

### 女子
- 嘉興公主 - 母は誠孝皇后張氏
- 慶都公主 朱円通 - 母は恵妃趙氏[7]。焦敬に降嫁した。
- 清河公主
- 徳安公主 - 夭折。諡は悼簡。
- 延平公主
- 徳慶公主
- 真定公主 - 母は賢妃李氏

## 登場作品
- 大明皇妃 -Empress of the Ming-（2019年・中国、演：リャン・グァンホア）
- 永楽帝〜大明天下の輝き〜（2022年、中国、演：高宇航）
- 尚食〜美味なる恋は紫禁城で〜（中国語版）（2022年、中国、演：ホン・ジエンタオ）